# Corridoio di Danzica

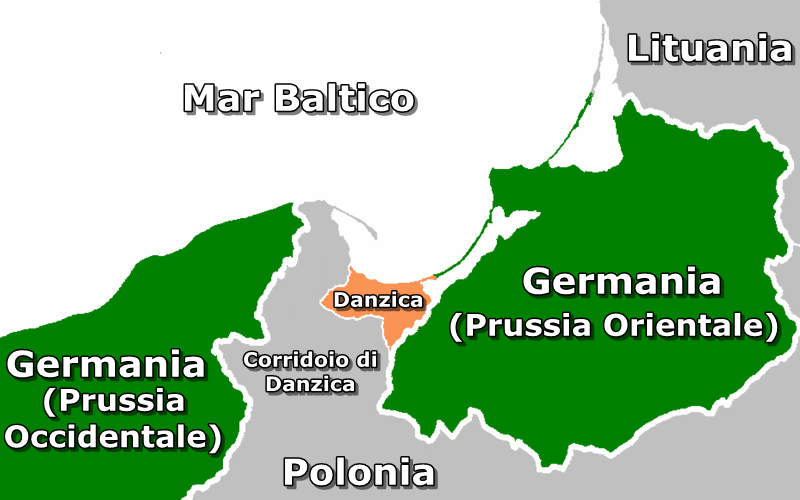
Il corridoio polacco 1923-1939

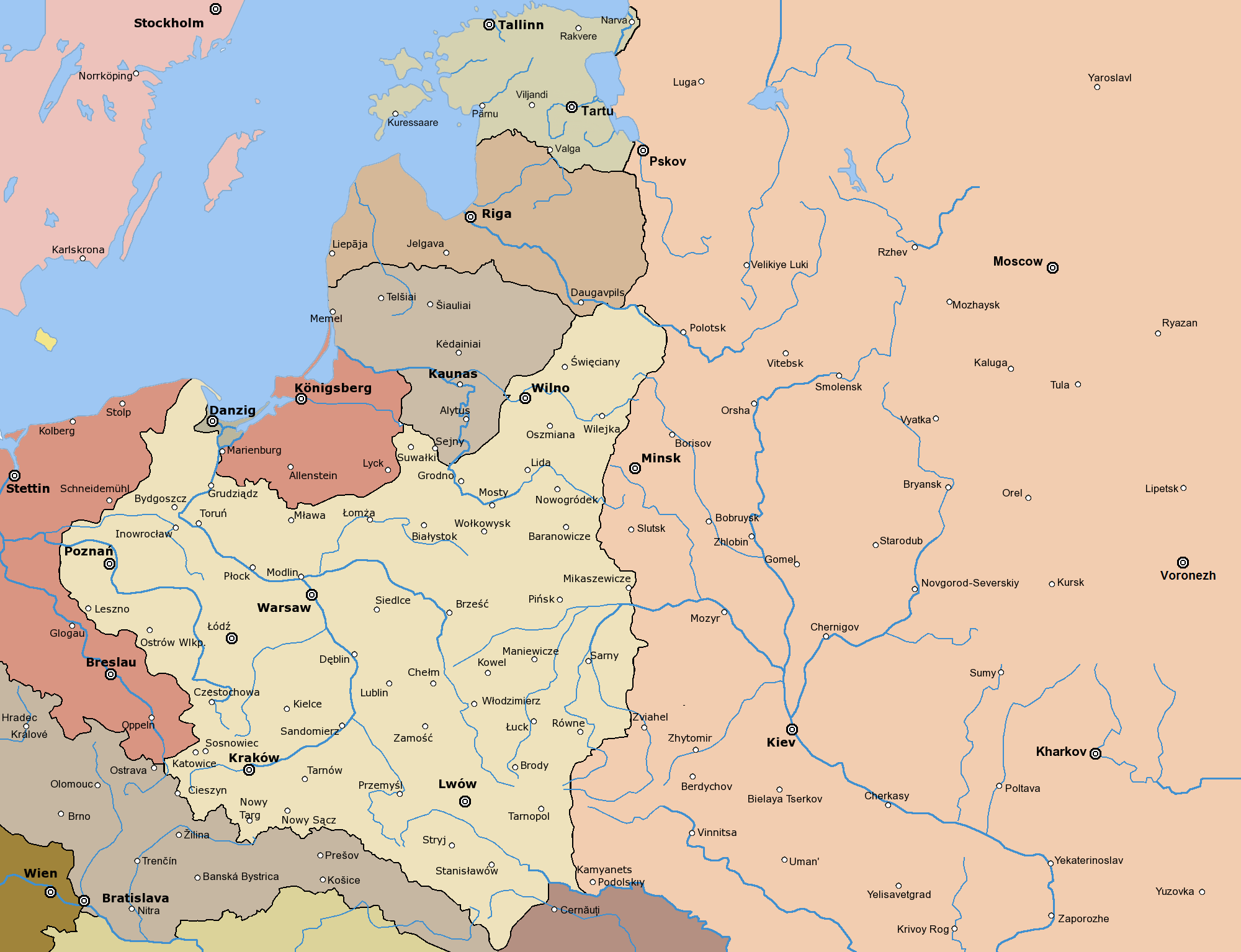
L'Europa dell'est prima della II guerra mondiale

Il corridoio di Danzica (in tedesco Polnischer Korridor, in polacco Korytarz gdański) era una striscia di territorio istituita dopo la prima guerra mondiale, col trattato di Versailles del 28 giugno 1919, per dare alla ricostituita Polonia (3 novembre 1918) uno sbocco sul Mar Baltico. La piccola zona, a cui si aggiungeva l'importante porto di Danzica, separava il corpo principale della Germania dalla regione della Prussia Orientale.

## Storia
La città di Danzica era stata formalmente dichiarata "città libera" sotto il controllo della Società delle Nazioni, ma era praticamente sotto controllo polacco.
Danzica era abitata in maggior parte da tedeschi, i quali, al censimento del 1910, costituivano anche il 42% della popolazione del corridoio.
La Polonia dovette abbandonare Danzica il 6 marzo 1932 e le restò come porto solo Gdynia.
Il famoso corridoio divenne una delle principali rivendicazioni tedesche prima dell'inizio del secondo conflitto mondiale: Hitler desiderava collegare la Prussia Orientale al resto della Germania mediante un'autostrada ed una ferrovia, in modo da consentire la libera circolazione di merci e persone tra i due territori (senza subire controlli doganali o dazi di alcun genere); ciò rientrava nella politica pangermanista tedesca, che avrebbe portato al ricongiungimento di tutte le popolazioni di lingua tedesca. 
Tali rivendicazioni, inoltre, risultavano in consonanza con il principio di autodeterminazione incluso espressamente nel trattato di Versailles del 1919. Non essendo la Polonia disposta a soddisfare tali richieste, Hitler si mise d'accordo con l'Unione Sovietica per effettuare un'incursione combinata: con l'invasione della Polonia, nel settembre 1939, la Germania riconquistò quel territorio, dando avvio alla seconda guerra mondiale.
Alla fine della seconda guerra mondiale la Polonia venne costretta a tornare alla linea di confine stabilita dal trattato di Versailles (la cosiddetta linea Curzon) cedendo i territori orientali annessi dall'Unione Sovietica ma venendo compensata con l'acquisizione di Danzica e dei territori tedeschi della Slesia, della Pomerania e della parte meridionale della Prussia Orientale; quindi, il corridoio di Danzica divenne parte integrante della nuova Polonia.

## Composizione etnica
| Contea                                 | Popolazione | di cui tedesca | Percentuale    |
| -------------------------------------- | ----------- | -------------- | -------------- |
| Działdowo (Soldau)                     | 23.290      | 8.187          | 34,5 % (35.2%) |
| Lubawa (Löbau)                         | 59.765      | 4.478          | 7,6 %          |
| Brodnica (Strasburg)                   | 61.180      | 9.599          | 15,7%          |
| Wąbrzeźno (Briesen)                    | 47.100      | 14.678         | 31,1%          |
| Toruń (Thorn)                          | 79.247      | 16.175         | 20,4%          |
| Chełmno (Kulm)                         | 46.823      | 12.872         | 27,5%          |
| Świecie (Schwetz)                      | 83.138      | 20.178         | 24,3%          |
| Grudziądz (Graudenz)                   | 77.031      | 21.401         | 27,8%          |
| Tczew (Dirschau)                       | 62.905      | 7.854          | 12,5%          |
| Wejherowo (Neustadt)                   | 71.692      | 7.857          | 11,0%          |
| Kartuzy (Karthaus)                     | 64.631      | 5.037          | 7,8%           |
| Kościerzyna (Berent)                   | 49.935      | 9.290          | 18,6%          |
| Starogard Gdański (Preußisch Stargard) | 62.400      | 5.946          | 9,5%           |
| Chojnice (Konitz)                      | 71.018      | 13.129         | 18,5%          |
| Tuchola (Tuchel)                       | 34.445      | 5.660          | 16,4%          |
| Sępólno Krajeńskie (Zempelburg)        | 27.876      | 13.430         | 48,2%          |
| Totale                                 | 935.643     | 175.771        | 18,8%          |